# Roki
Roki (biał. Рокі) – trzeci album studyjny białoruskiego zespołu punkrockowego Brutto. Jego premiera odbyła się 1 maja 2017 roku. Na płycie znalazło się dwanaście piosenek, w tym premierowe utwory, a także covery piosenki Kim Wilde „Cambodia” oraz dwóch utworów z ostatniej płyty grupy Lapis Trubieckoj: „Tielewizor” i „Matrioszka”. Jest to pierwszy album Brutto nagrany przy udziale sekcji dętej zespołu.

## Lista utworów
| Nr  | Tytuł utworu                          | Oryginalna pisownia tytułu | Długość |
| --- | ------------------------------------- | -------------------------- | ------- |
| 1.  | „Roki” (sł. Serhij Żadan)             | «Рокі»                     | 4:18    |
| 2.  | „Sabotaż” (sł. Serhij Żadan)          | «Саботаж»                  | 3:06    |
| 3.  | „Nowyj Sajgon”                        | «Новый Сайгон»             | 2:03    |
| 4.  | „Tielewizor” (cover Lapis Trubieckoj) | «Телевизор»                | 2:40    |
| 5.  | „Zołotoj pietuszok”                   | «Золотой петушок»          | 2:56    |
| 6.  | „Cambodia” (cover Kim Wilde)          |                            | 3:21    |
| 7.  | „Riekonstruktor”                      | «Реконструктор»            | 3:33    |
| 8.  | „Matrioszka” (cover Lapis Trubieckoj) | «Матрёшка»                 | 3:00    |
| 9.  | „Czornyj obielisk”                    | «Чёрный обелиск»           | 3:14    |
| 10. | „Papiaroska” (sł. Serhij Żadan)       | «Папяроска»                | 4:18    |
| 11. | „Seredni wiky” (sł. Serhij Żadan)     | «Середні віки»             | 4:30    |
| 12. | „Hodzie” (sł. Janka Kupała)           | «Годзе»                    | 3:36    |
|     |                                       |                            | 40:35   |

## Twórcy
- Siarhiej Michałok – wokal
- Wital Hurkou – wokal
- Denys „Left” Melnyk – gitara, wokal
- Petro „Aist” Łosewski – wokal
- Siarhiej „Brazil” Karalou – wokal
- Pawieł „Lannister” Traciak – gitara, klawisze, mandolina
- Dzianis „Dynia” Sturczanka – gitara basowa
- Dzianis „Szurup” Szurau – perkusja
- Uładzisłau „Krab” Sienkiewicz – trąbka
- Iwan „Cybula” Hałuszka – puzon
- Andrej Babrouka – nagrywanie, miksowanie i mastering
- Andrej Dawydouski – projekt okładki[6]